# كثاة
كثاة (الاسم العلمي Barbeya oleoides) هي شجرة وحيدة النوع من فصيلة الكثوية، كثيفة الأوراق،
دائمة الخضرة، متشبعة الأفنان. وهي تنبت على علو 1500-2000 م. وتجود في الأصدار، على علو 1500-1700.
تقوم الكثاة على جذع بني غامق، يميل أحيانًا إلى السواد، متوسط الخشونة، يبلغ ارتفاعه نحو 3-5 م.
أوراقها شبيهة بورق العتم، سطح الورقة أخضر غامق، وخلفها أبيض مغبر. والأزهار
ذكرية وأنثوية (ثنائي المسكن) فالذكرية صغيرة شهباء اللون، والأنثوية كبيرة محلاة بثلاث تويجات
منتصبة ن لونها أصفر مخضر، تظهر على الشجرة بكثافة تكاد تخفي معها الأوراق، وليس لها رائحة،
ولا رحيق يجرسه النحل، وثمارها حبيبات صغيرة مستطيلة مدببة الطرفين عريضة الوسط كحبوب
الشعير أو أكبر قليلًا. تنتشر في شبه الجزيرة العربية والصومال وإثيوبيا.